# Samantha Arsenault
Samantha Arsenault (Peabody, 10 novembre 1981) è una nuotatrice statunitense.
Ai Giochi Olimpici estivi di Sydney 2000 vinse la medaglia d'oro nella staffetta 4x200 stile libero, insieme a Diana Munz, Lindsay Benko e Jenny Thompson. In questa occasione fu stabilito anche l'allora nuovo record del mondo con il tempo di 7:57.80.

## Palmarès
- Olimpiadi

Sydney 2000: oro nella 4x200m sl.